# Puerto de Nagoya

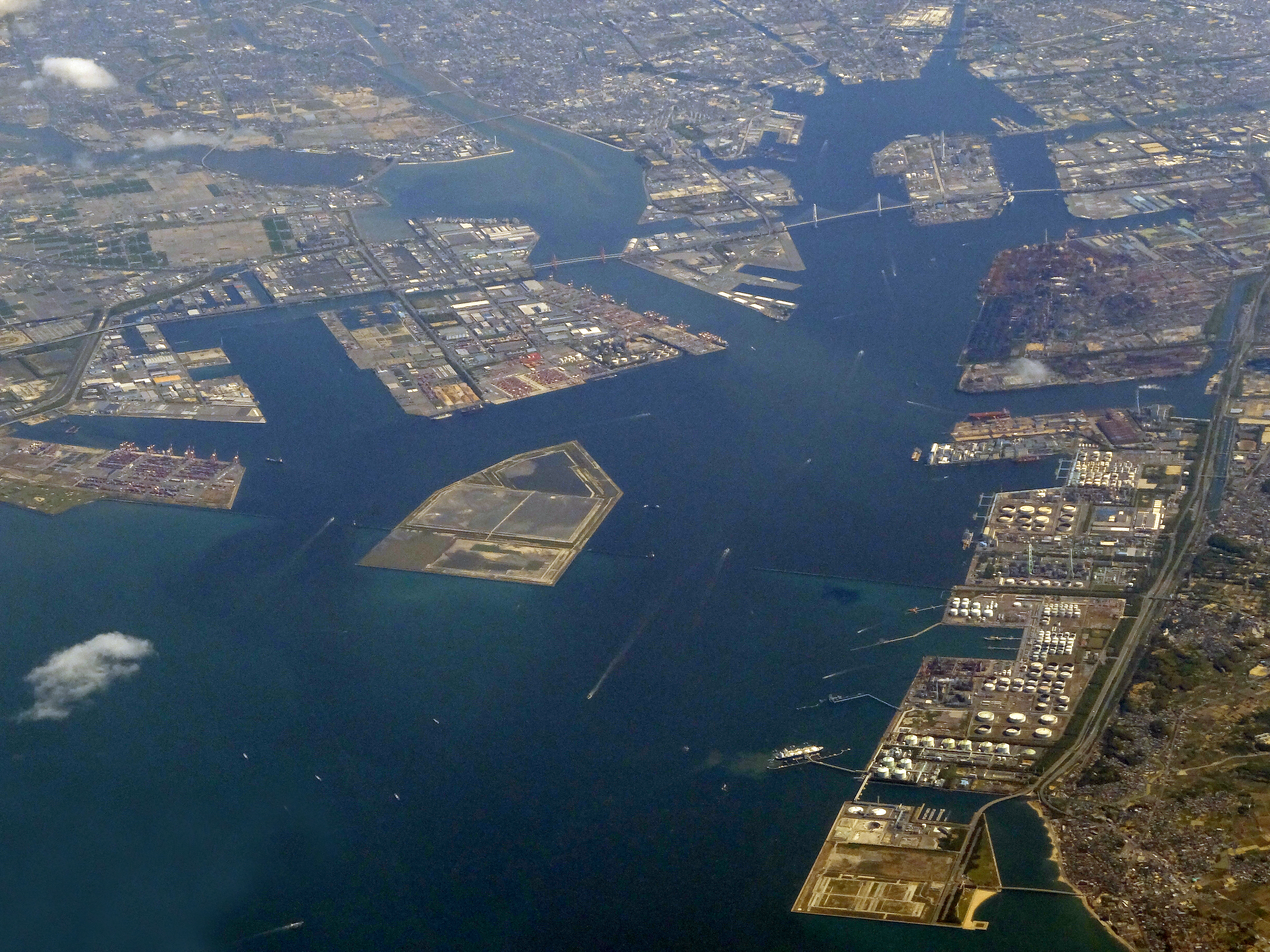
El Puerto de Nagoya

El Puerto de Nagoya (名古屋港 Nagoyakō?), situado en la Bahía de Ise, es el puerto más grande y con más tráfico de Japón, representando aproximadamente el 10% del valor total del comercio de Japón. En particular, este puerto es el mayor exportador de coches de Japón y desde donde Toyota exporta la mayoría de sus coches. Tiene muelles en Nagoya, Tōkai (Aichi), Chita (Aichi), Yatomi (Aichi), y Tobishima (Aichi). Sus mascotas son Potan y Mitan.

## Atracciones
El puerto es una de las principales atracciones turísticas de la Región de Chūkyō. La principal atracción es el famoso Acuario Público del Puerto de Nagoya. Cerca también hay un parque de atracciones y el barco de investigación antártico Fuji que amarra en el Puerto de Nagoya como un museo del Polo Sur y sus viajes allí.
La Autopista Isewangan comprende tres puentes impresionantes que atraviesan el puerto, conocidos como "el tritón de Meikō".
En una pequeña isla artificial en las aguas del puerto hay un jardín de flores silvestres llamado Bluebonnet.

## Festivales
Todos los veranos en el Día de la Marina hay un gran festival en el puerto, en la zona de la Estación de Nagoyakō. También hay un festival todos los años en Nochebuena. Ambos festivales tienen un espectáculo de fuegos artificiales lanzados desde las aguas del puerto.

## Puertos hermanados
- Puerto de Los Ángeles, Estados Unidos (desde 1959)
- Puerto de Fremantle, Australia (desde 1983)
- Puerto de Baltimore, Estados Unidos (desde 1985)
- Puerto de Amberes, Bélgica (desde 1988)
- Puerto de Shanghái, China (desde 2003)
- Puerto de Sídney, Australia (desde 2010)